# Canal de Provence
Der Canal de Provence ist ein Kanalsystem in Südfrankreich, welches Wasser des Flusses Verdon in die dichtbesiedelten und unter Trockenheit leidenden südlichen Gebiete der Departemente Bouches-du-Rhône und Var umleitet. Er wurde in den Jahren 1964–1986 erstellt und ist etwa 210 km lang, wovon mehr als die Hälfte unterirdisch verläuft. Versorgt werden unter anderem die Städte Aix-en-Provence, Marseille (teilweise) und Toulon. Zentraler Speicher ist der Stausee Lac de Bimont am Rand der Montagne Saint-Victoire östlich von Aix, der maximal 27 Millionen m³ Wasser speichern kann und zu 90 % durch den Kanal befüllt wird. Für Aix ersetzte der Canal de Provence den älteren Canal du Verdon. In Marseille speist der Kanal das Réservoir du Vallon Dol mit einem Fassungsvermögen von gut 3 Millionen m³, welches als Ergänzung zur Versorgung durch den Canal de Marseille dient. Betrieben wird der Kanal von der Société du Canal de Provence, einem gemischtwirtschaftlichen Unternehmen, das aber zu über 80 % öffentlichen Gebietskörperschaften gehört, darunter zu je 18,2 % der Region Provence-Alpes-Côte-d’Azur, den Departementen Bouches-du-Rhône und Var sowie der Métropole-Aix-Marseille-Provence.